# Ricardo Chofa Moreno
Ricardo Moreno (Santos Lugares, Partido de Tres de Febrero, Argentina; 1960 - 20 de julio de 1984) fue un guitarrista argentino de heavy metal, más conocido por haber sido fundador de V8 junto a Ricardo Iorio.

## Biografía
Ricardo Moreno,  apodado el "Chofa", nació en el año 1960; no hay fecha exacta de su nacimiento. Era hijo de una empleada doméstica. Empezó desde muy joven su pasión por la música y más precisamente por el hard rock y la guitarra. En su infancia empezó a tener problemas respiratorios graves, lo que desencadenarían más tarde en el  asma que lo mataría prematuramente.

## Carrera musical
Moreno conoció a Ricardo Iorio en 1978 en una proyección de la película La Canción Es La Misma de Led Zeppelin. Un mes después formaron un grupo de cóvers llamado Alarma junto a Carlos Aragone y Sandro Castaña. Al principio tocaban temas de Black Sabbath, y luego comenzaron a componer temas propios. Al irse Castaña prueban a otros guitarristas, entre ellos a Osvaldo Civile, el cual es rechazado. Finalmente eligen a Pichi Correa, con quien tocan en 3 ocasiones más con el nombre de Comunión Humana.
Finalmente dejan ese grupo, pero siguen juntos. En casa de Moreno los dos Ricardos comienzan a componer temas como «Voy a enloquecer», «Muy cansado estoy», «Si puedes vencer al temor», «Maligno», etc. Mediante un aviso entran en contacto con el baterista Gerardo Osemberg y por la sugerencia de un amigo llaman a su grupo V8, como al motor.
Luego de algunos recitales como soportes de otros grupos, Osemberg se va y lo reemplaza Alejandro Colantonio.
Más tarde conocen al grupo W.C., del cual su cantante Alberto Zamarbide se pelea con el guitarrista y lo deja, y lo toman como cantante en V8.
Ricardo Moreno nunca llegó a tocar con Alberto Zamarbide en vivo. Su enfermedad de asma crónico, que arrastraba desde la infancia, no le permitía seguir tocando la guitarra, no con la frecuencia que el grupo requeriría, y no quería limitar el futuro del mismo. Dejó el grupo y propuso a Osvaldo Civile, quien se había probado con anterioridad. 
Aun así, se negaba a dejar su pasión por la guitarra, y un tiempo después formó una efímera banda llamada Letal (no confundir con Lethal) con Hugo Benítez en batería, Pablo Álvarez en bajo, Juanchi Baleiron (quien sería guitarrista y posterior cantante de la banda Los Pericos) en guitarra y el propio Ricardo Iorio como cantante. Este grupo grabó un demo de 2 temas: «Todo Normal» y «Solución suicida», este último fue incluido años después en el disco Oíd mortales el grito sangrado de Horcas, en 1992. Si bien se mencionó la autoría de Moreno, no se indicó que la autoría de la letra de ese tema pertenece a Iorio.
Uno de los temas que compusiera con Iorio en los primeros días de V8 se llamaba «Voy a enloquecer», pero las presiones de los integrantes del grupo en el futuro, conversos al cristianismo, obligan a Iorio a grabarlo con una letra completamente opuesta, y bajo el nombre de «No enloqueceré». Sin embargo, en 1995, Iorio limpió el honor de su amigo, al grabar con su grupo Almafuerte el polémico tema con su nombre y letra originales.

## Problemas de salud y fallecimiento
El 7 de julio de 1984, en un estado de salud muy delicado, asiste por última vez a un recital de V8, la banda que formara con Ricardo Iorio años atrás, en un lugar llamado Casa Suiza. Ricardo Chofa Moreno murió el 20 de julio de 1984, acompañado por su amigo Daniel Britos y Daniel Tappari, bajista con quien tocaron en la plaza Pablo Giorello en la madrugada del año nuevo anterior. Tenía 24 años.